# Georg Gerlach
Pour les articles homonymes, voir Gerlach.
Georg Daniel Gerlach (31 août 1797 à Egernførde - 7 mars 1865 à Copenhague) était un officier militaire danois. 

## Famille
Il était le fils du capitaine Molter Christoph Gerlach, du Schleswig Hunter Corps, et d'Anna Sabine Magdalena Gerlach (née Boehn). En 1827, il épousa Caroline Marie Kromayer (1800-1846), et ont eu huit enfants, dont l'un mourut en bas âge.

## Carrière militaire
Il a été enrôlé dans l'armée en décembre 1808 en tant que blessé national et a été nommé sous-lieutenant dans l'infanterie du Holstein en 1813. En 1822, il devint premier lieutenant et en 1830 capitaine d'état-major. En 1842, il est nommé major et en 1848 lieutenant-colonel. Il participe à la guerre de Trois Ans qui se déroule de 1848 à 1850, où il excelle dans les batailles de Fredericia et de l'Idstedt.
En 1850, il est nommé colonel et commandant de la 6e brigade d'infanterie. En 1851 Commandeur de l'Angeln. En 1854, il devient commandant de la 1re brigade d'infanterie à Copenhague. En 1858, Gerlach devint membre du comité consultatif du ministère de la Guerre et en 1859, il fut nommé inspecteur général de l'infanterie.
Lorsque la guerre des Duchés éclate en 1864, il reçoit le commandement de la 1re Division qui parvient à repousser les Prussiens à Missunde le 2 février. Il soutient la décision du commandant des armées Christian Julius de Meza de quitter le poste de Danevirke. Lorsque de Meza a été démis de ses fonctions de commandant en chef de l'armée à cause de cette décision, Gerlach a reçu l'ordre contre son gré de prendre le commandement.
Il ne partageait pas la position du ministère de la guerre avec qui il a plusieurs oppositions. Il s'oppose à la défense de la position de Dybbøl, mais reçoit l'ordre du ministère de garder le fort. Après la perte de la position de Dybbøl, Gerlach se prépare à mener la défense plus loin de Fredericia, mais il reçoit l'ordre du ministre de la Guerre Carl Lundbye d'évacuer Fredericia. Gerlach a essayé de changer la décision, mais il a été privé du commandement, qui est allé à la place au général P.F Steinmann.
Il reçut alors, à sa propre demande, le commandement de la 1re Division, qu'il conserva jusqu'à la fin de la guerre. En décembre 1864, il prit sa retraite et l'année suivante, il mourut à Copenhague où il est inhumé au cimetière de Garrison.
Gerlach est devenu chevalier de Dannebrog en 1836, Dannebrogsmand en 1849, commandeur en 1853 et a reçu la Grand-Croix en 1864.

### Perceptions et héritages
Dans son livre Slagtbænk Dybbøl, Tom Buk-Swienty le présente comme « un piètre leader ».
Dans le cadre des services commémoratifs du 18 avril 2014, des descendants de Gerlach ont donné à un journaliste un aperçu des documents qui montrent notamment que Gerlach était un critique plus fort de la politique gouvernementale qu'on ne le pensait auparavant mais, pour des raisons de principe, il a choisi de se conformer à l'ordre du gouvernement d'occuper le poste de Dybbøl, même s'il l'a trouvé erroné en termes de stratégie militaire.

## Représentations
Il existe plusieurs représentation de Georg Daniel Gerlach :
- un portrait au crayon de C.A Hagen, daté de 1849, au Frederiksborg Museum.
- un dessin au crayon de Niels Simonsen, daté de 1850, au Frederiksborg Museum.
- une peinture de Viggo Simesen, daté de 1897, au Musée Sønderjylland.
- plusieurs lithographies et gravures sur bois, datées de 1864.